# 谷地田
谷地田(やちた）
1. 地名。岩手県八幡平市他、全国に点在。
2. 谷間に存在する水田。本項にて

谷地田(やちた）は谷間の谷地に分布する細長い水田。谷津田（やつだ）ともいう

## 概要
一般に湿地で古く開発されたもの。水稲の作付け期間以外でも排水を行うことができず，人為的に湿田となっている場合が多い水稲の生育には不適で収量は概して低い。

## 方言
東北地方では、湿田や深田を指す